# Máy bơm nhiệt

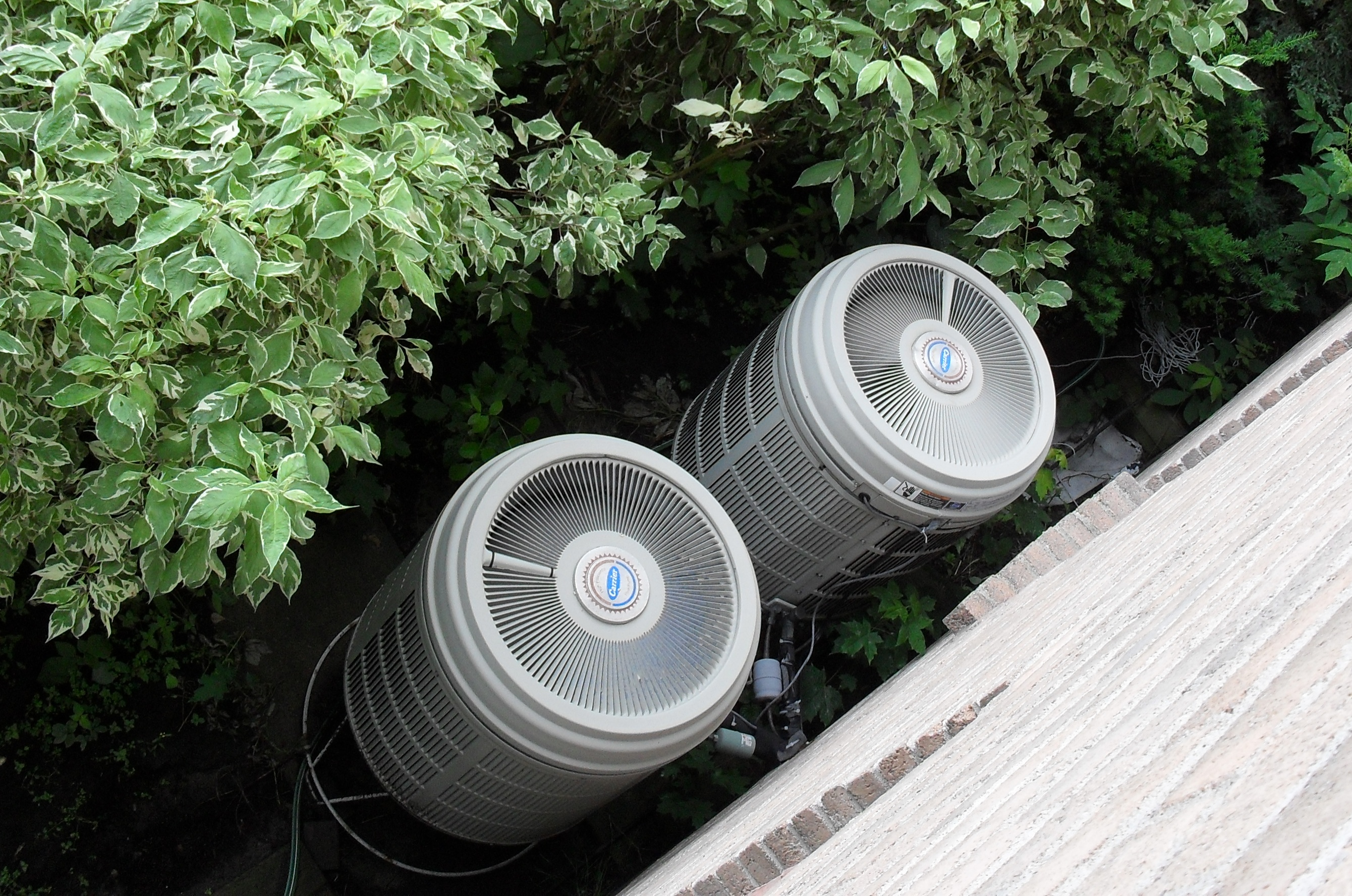
Các thành phần ngoài trời của một máy bơm nhiệt không khí ở nhà

Máy bơm nhiệt (tiếng Anh: heat pump, tiếng Pháp: pompe à chaleur) là một thiết bị hoạt động theo nguyên lý Nhiệt động lực học nhằm mục đích vận chuyển một nhiệt lượng từ môi trường này sang môi trường khác. Một máy bơm nhiệt thông thường chỉ cho phép nhiệt lượng di chuyển theo một chiều cố định (từ "nóng" sang "lạnh" hoặc ngược lại), ví dụ như lò sưởi, tủ lạnh... Loại máy bơm nhiệt cho phép điều chỉnh và lựa chọn chiều di chuyển của nhiệt lượng được gọi là Máy bơm nhiệt thuận nghịch.
Máy bơm nhiệt chủ yếu được sử dụng cho hệ thống sưởi trong phạm vi gia đình. Trong phạm vi lớn hơn, tại các đơn vị không trực tiếp tham gia sản xuất (ví dụ như văn phòng), người ta sử dụng máy bơm nhiệt thuận nghịch để sưởi ấm trong mùa đông và làm mát trong mùa hè.

## Giới thiệu
Trong tự nhiên, nhiệt lượng di chuyển từ nhiệt độ cao tới thấp. Máy bơm nhiệt cho phép nhiệt lượng di chuyển theo chiều ngược lại mà chỉ cần sử dụng một lượng nhỏ năng lượng cung cấp (từ điện, xăng...) Do đó máy bơm nhiệt có thể vận chuyển nhiệt lượng lấy từ môi trường tự nhiên (như trong không khí, trong nước, trong đất, hoặc từ những hoạt động của con người như sản xuất công nghiệp hay sinh hoạt trong gia đình) tới một căn hộ hoặc một khu nhà cao tầng.
Về lý thuyết, nhiệt lượng được vận chuyển bởi máy bơm nhiệt tới nơi cần cung cấp sẽ bằng nhiệt lượng lấy từ môi trường cộng với năng lượng dùng để chạy máy bơm. Một máy bơm nhiệt chạy điện điển hình có công suất 100 kWh nhiệt lượng với chỉ từ 20-40 kWh điện năng tiêu thụ. Một số máy bơm nhiệt dùng trong công nghiệp còn có thể đạt được hiệu năng lớn hơn, ví dụ như công suất 100 kWh chỉ tiêu thụ 3-10 kWh điện năng.
Nhờ ưu điểm tiêu thụ ít năng lượng hơn những thiết bị cung cấp nhiệt thông thường, máy bơm nhiệt là một cải tiến kĩ thuật quan trọng trong việc giảm lượng khí thải độc hại ra môi trường như khí CO2, khí SO2 (sulphur dioxide), khí Nox (nitrogen oxides). Tuy vậy, tác động đến môi trường của máy bơm nhiệt chạy điện còn phụ thuộc nhiều vào việc nguồn điện năng cung cấp được sản xuất như thế nào. Nếu nguồn điện được sản xuất từ khí hydro hay những dạng năng lượng tái tạo rõ ràng sẽ giảm ô nhiễm môi trường nhiều hơn là nguồn điện lấy từ than đá, xăng dầu...

## Nguyên lý hoạt động
Máy bơm nhiệt bao gồm 4 bộ phận chính: thiết bị bay hơi, máy nén, máy ngưng tụ và van giảm áp nối với nhau tạo thành một vòng kín. Một luồng chất lưu dễ bay hơi, gọi là lưu chất vận động (working fluid) luân chuyển trong máy bơm với nhiệm vụ vận chuyển nhiệt lượng lấy từ môi trường ngoài cung cấp cho môi trường tiếp nhận.
Ở chế độ sưởi, máy bơm nhiệt hoạt động theo nguyên tắc sau:
- Đầu tiên, máy bơm sẽ thu nhiệt lượng từ môi trường ngoài và được luồng lưu chất vận động (lúc này ở dưới dạng hơi, áp suất thấp, nhiệt độ khoảng 10 độ C) vận chuyển tới máy nén.
- Tại máy nén, luồng lưu chất vận động bị nén sẽ tăng nhiệt độ (lên khoảng 80 độ C), đồng thời nhiệt lượng được luồng lưu chất vận động mang theo bên mình cũng sẽ tăng theo.
- Sau đó luồng lưu chất vận động ở nhiệt độ cao này được chuyển tới máy ngưng tụ, tại đây lưu chất vận động khi ngưng tụ thành chất lỏng sẽ giải phóng nhiệt lượng mang theo bên mình (nhiệt lượng này thu được từ môi trường ngoài và từ quá trình nén tại máy nén) để cung cấp cho thiết bị sưởi.
- Lúc này lượng lưu chất vận động (ở trạng thái lỏng, áp suất cao) sẽ đi qua van giảm áp để đưa lại về máy sấy, sau đó nó được sấy thành luồng lưu chất vận động mới (ở dạng hơi, áp suất thấp) và mang theo nhiệt lượng thu từ môi trường ngoài tiếp tục một chu trình mới.